# Cara Williams
Pour les articles homonymes, voir Williams.
Cara Williams, née le 29 juin 1925 à Brooklyn (New York) et morte le 9 décembre 2021 à Beverly Hills, est une actrice américaine.

## Filmographie

### Cinéma
- 1941 : Terreur sur la ville (en) (Wide Open Town) de Lesley Selander : Joan Stuart
- 1942 : Girls' Town : Ethel
- 1943 : Happy Land : Gretchen Barry
- 1944 : Sweet and Low-Down d'Archie Mayo : Blonde
- 1944 : In the Meantime, Darling d'Otto Preminger : Ruby Mae Sayre
- 1944 : Laura d'Otto Preminger : la secrétaire dans le bureau de Laura
- 1944 : Something for the Boys : la secrétaire de Calhoun
- 1945 : Don Juan Quilligan : la fleuriste de la cinquième avenue
- 1945 : L'assassin rôde toujours (The Spider) de Robert D. Webb : Wanda Vann
- 1947 : Boomerang ! d'Elia Kazan : Irene Nelson
- 1948 : Bonne à tout faire (Sitting Pretty) de Walter Lang : la secrétaire
- 1948 : The Saxon Charm : Dolly Humber
- 1949 : Les Ruelles du malheur (Knock on Any Door) de Nicholas Ray : Nelly Watkins
- 1951 : Nous irons à Monte-Carlo (Monte Carlo Baby) de Jean Boyer : Marinette
- 1953 : Adorable Voisine (The Girl Next Door) de Richard Sale : Rosie Green
- 1954 : The Great Diamond Robbery : Maggie Drumman
- 1956 : Viva Las Vegas (Meet Me in Las Vegas) de Roy Rowland : Kelly Donavan
- 1957 : Pour elle un seul homme (The Helen Morgan Story)  de Michael Curtiz : Dolly Evans
- 1958 : La Chaîne (The Defiant Ones) de Stanley Kramer : la mère de Billy
- 1959 : Never Steal Anything Small (en) de Charles Lederer : Winnipeg Simmons
- 1963 : Les Pieds dans le plat (The Man from the Diners' Club) de Frank Tashlin : Sugar Pye
- 1971 : Femmes de médecins (Doctors' Wives) de George Schaefer : Maggie Gray
- 1977 : Le Bison blanc (The White Buffalo) de J. Lee Thompson : Cassie Ollinger
- 1978 : The One Man Jury (en) de Charles Martin: Nancy

### Télévision
- 1950 : Suspense (Série TV) : Betty Marshall / Babe / Myra Wilson / Nellie
- 1952 : Broadway Television Theatre (Série TV) : Aggie Lynch
- 1955 : Matinee Theater (Série TV) : Anne Lawson
- 1956, 1957 et 1960 : Alfred Hitchcock présente (Alfred Hitchcock presents) (Série TV) : Mona Cameron / Irene Rankin / Mona Carstairs / Marie Jensen
- 1957 : Date with Angels (Série TV) : Diane
- 1959 : Naked City (Série TV) : Lois Heller
- 1960 : Zane Grey Theatre (Série TV) : Irene West
- 1960-1962 : Pete and Gladys (Série TV) : Gladys Porter
- 1961-1962 : The Red Skelton Show (Série TV) : Clara Appleby / Raggedy Ann
- 1964 : Valentine's Day (Série TV) : Susie Peters
- 1964-1965 : The Cara Williams Show (Série TV) : Cara Bridges / Wilton
- 1974 : Rhoda (Série TV) : Mae
- 1976 : The Ashes of Mrs. Reasoner (Téléfilm) : Sylvia Reasoner
- 1976 : Médecins d'aujourd'hui (Medical Center) (Série TV) : Sheila Ruskin
- 1977 : Visons (Série TV) : Anna III
- 1982 : In Security (Téléfilm) : Doris Gleen